# (101383) Karloff
(101383) Karloff est un astéroïde de la ceinture principale.

## Description
(101383) Karloff est un astéroïde de la ceinture principale. Il fut découvert le 30 octobre 1998 à l'observatoire Goodricke-Pigott par Roy A. Tucker. Il présente une orbite caractérisée par un demi-grand axe de 2,35 UA, une excentricité de 0,12 et une inclinaison de 13,4° par rapport à l'écliptique.